# Forêt de Chailluz
La forêt de Chailluz est un massif boisé situé dans la commune de Besançon, dans le département du Doubs et la région Bourgogne-Franche-Comté.

## Présentation
Chailluz est le nom de l'un des quatorze quartiers de Besançon ; il est occupé en totalité par une forêt communale de 1 673 ha. Deux richesses y ont été exploitées durant des siècles : la pierre et le bois. Si l'on n'extrait plus la pierre calcaire pour la chaux, les laves et les pierres de taille, la ressource en bois indispensable autrefois à la construction, au chauffage et à la production de charbon, est de nos jours destinée à l'industrie, aux scieries et chaufferies. 
Les gestionnaires municipaux ont maintenant pour mission de concilier cette exploitation avec deux objectifs : l'accueil du public et la préservation de la biodiversité. L'intérêt des Bisontins pour leur forêt est tel que l'on dénombre jusqu'à 3 000 personnes sur l'ensemble du site certains jours, en début d'été.

## Géologie, hydrologie
La forêt de Chailluz est la partie occidentale d'un espace boisé de plus de 8 000 ha qui couvre le faisceau jurassien des avant-monts, une zone montagneuse d'orientation nord-est/sud-ouest bordée par le plateau de Besançon-Thise et la vallée de l'Ognon. Au niveau de Besançon, les avant-monts présentent un relief plus accentué dû à la présence d'un anticlinal déversé dont le flanc normal est incliné vers Thise et Besançon, le flanc inverse formant une barre qui domine la vallée de l'Ognon. L'altitude de la forêt varie de 319 m sur le plateau près de Thise à 619 m au sommet de la crête où se situe le fort de Chailluz appelé localement « fort de la Dame blanche ». 
En incluant cette forêt, Besançon totalise 2 408 ha d'espaces verts dont 2 000 de forêt et est reconnue comme une des premières villes vertes de France avec 206 m2 de verdure par habitant en 2013.
Les éléments qui la caractérisent sont :
- un sol pauvre ne se prêtant pas à la culture avec une omniprésence de dolines (plus de cinq cents), caractéristiques du relief karstique ;
- la quasi absence de ruisseaux (celui de Combe à l'eau est de faible débit et n'a que 600 m). Seules deux sources significatives sont connues et aménagées de longue date : la fontaine Sainte-Agathe et la confidentielle fontaine des Acacias ;
- un peuplement quasi exclusif en feuillus tels que : chênes, hêtres, érables, charmes, tilleuls, alisiers… les résineux n'ayant été introduits que dans les années 1960 ;
- un sous-sol  accueillant une nappe phréatique qui alimente notamment le ruisseau de la Mouillère dont la source est proche du centre-ville. Cette nappe fait l'objet de captages pour l'alimentation en eau de Besançon[1].

## Origine du nom
Le nom Chailluz  donné à la forêt  dérive de celui d'une concrétion partiellement silicifiée, datée du jurassique, que l'on trouve dans son sol et qui s'appelle chaille. Proches du silex, ces pierres de petite taille ont été utilisées durant le Paléolithique pour confectionner des pointes de flèches et des outils bifaces. 
À partir du XVIe siècle, des gisements de pierre de taille ont été exploités, en particulier dans la forêt. Il s'agit d'une roche en calcaire oolithique de teinte très spécifique, sans rapport avec la précédente et connue comme pierre de Chailluz.
C'est la chaille qui a donné son nom à la forêt, et la forêt qui a donné son nom à la pierre.

## Faune et flore
Le fond de la végétation est dominé par la hêtraie-chênaie-charmaie avec prédominance du charme. Sur les lapiaz du plateau, le hêtre devient secondaire, avec un fort recouvrement d'espèces saxicoles. On rencontre également des placages de limons à chailles propices à une chênaie-hêtraie acidophile. L'abondance de dolines (dont le fond est couvert de fougères) génère une forte hétérogénéité d'habitat. 
La forêt abrite une  population de polystics à cils raides. Des groupements plus ponctuels se rencontrent en bas de versant : une chênaie pédonculée à nivéole de fond de vallon, une hêtraie-chênaie-charmaie et une hêtraie-chênaie-charmaie de bas de versant à ail des ours. Cependant les conditions de végétation sont médiocres dès que le substrat affleure. C'est alors le domaine de la chênaie-hêtraie thermophile.
Depuis le début des années 2010, un champignon(la chalarose) provoque le dépérissement de frênes d'Europe qui représentaient 10% du peuplement des forêts de l'Est de la France. A Chailluz ce sont 4000 arbres (nombre en 2019) qui ont déjà été abattus. Les épicéas sont attaqués par les scolytes et la sécheresse provoque le dépérissement des hêtres par stress hydrique. La forêt est menacée par les conséquences du réchauffement climatique.
Outre la jonquille, les plantes les plus rares sont l'iris fétide, la laîche appauvrie (protection régionale), le fragon petit-houx, (protection communautaire) et le polystic à frondes soyeuses. On rencontre également la sanguisorbe et la mauve.
Les animaux de la forêt sont, outre les chamois, des cerfs, blaireaux, renards, chats sauvages…
Parmi les oiseaux forestiers on observe la présence du milan royal, des pics noir, cendré et mar. Le faucon pèlerin nidifie régulièrement dans la falaise de la Dame Blanche. 

## Exploitation

### Autrefois
Une douzaine de carrières de laves, employées autrefois à la couverture des habitations, ont été localisées sur différents secteurs dont deux  parmi les plus étendues (plus de quatre hectares sur les douze au total), sont situées  près des « dessus de Chailluz » dans la partie occidentale de la forêt. Les autres se trouvent sur le plateau karstique à l’est des « Grandes baraques ».
Les fours à chaux (XVe-début XVIIe). Plus de deux cents fours produisant de la chaux vive par calcination du calcaire ont été identifiés sur l'ensemble de la commune dont la majorité dans la forêt. Les chaufourniers les installaient à proximité de petites carrières, ce qui limitait le transport de la pierre. Leurs dimensions sont plus réduites que celles des fours du XIXe siècle (cf. Chalezeule).
Les carrières de pierre de taille ont principalement été exploitées, à partir du XVIe siècle, dans le secteur des « Fonds de Chailluz ». Il s'agit d'un calcaire oolithique du bajocien qui présente deux teintes : beige-ocre avec des taches bleus-grises. Les façades des immeubles du centre-ville de Besançon ont été réalisées avec cette pierre emblématique, dont les gisements sont épuisés.
Installées dans la forêt pour disposer directement de la ressource, les plates-formes de charbonniers (datées du XVIIe au milieu du XIXe) ont produit du charbon de bois, combustible indispensable aux forges jusqu'à son remplacement par le charbon de terre quand celui-ci est devenu facilement livrable par voie ferrée.

### Actuellement
La Ville de Besançon propriétaire de la forêt  assure sa gestion avec la collaboration réglementaire et technique de l’Office National des Forêts. Plus de cinq mille m3 de bois  sont exploités chaque année suivant un plan de coupe qui ne dépasse pas le taux d'accroissement. Outre le bois pour le chauffage, les clients sont les entreprises d'ameublement, de fabrication d'aggloméré et les papeteries.

## Voirie, constructions
Hormis l'autoroute A36 qui la traverse sur 6 km depuis 1986, et la route de Marchaux (D 486) qui la borde, Chailluz n'est parcourue que par des chemins, laies et routes forestières, dont une partie seulement est ouverte à la circulation des véhicules motorisés. Six parkings facilitent le stationnement. 
Les vestiges de la chapelle Saint-Gengoul  sont situés au sommet de la crête qui domine le village de Tallenay. La chapelle est citée en 1049 dans un pouillé qui rapporte une confirmation faite par le pape Léon IX. 
Des fouilles archéologiques y ont eu lieu en avril 2015 et la ville de Besançon a financé ensuite la mise en valeur assistée par l’association ARESAC. Elles ont permis de découvrir les vestiges d'un village du haut Moyen Âge.  
Les seules constructions rencontrées se situent aux Grandes et Petites Baraques. C'est ici que vivaient autrefois les exploitants de la forêt : agents de la maîtrise des eaux et forêts et familles de bûcherons. Au XVIe siècle, il y avait même une auberge.
À la fin du XIXe siècle, le fort de la Dame blanche a été construit au nord, et deux magasins à poudre ont été creusés le long du chemin de la Charrière et de la route forestière de Genau, l'ex chemin stratégique d'accès au fort. Ces constructions sont des propriétés communales. 
Aujourd'hui, deux familles d'agents de l'O.N.F. sont logées aux Grandes Baraques. Ce sont les seuls habitants du « quartier ».
Deux arrêts de la ligne  20  du réseau de transport en commun Ginko desservent l'entrée de la forêt.

## Accueil du public

### Sentiers pédestres
Les Fonds de Chailluz (7,4 km) 
Le Cul des Prés (8,5 km) Cet itinéraire passe au pied de la Fontaine Sainte-Agathe 
Dame Blanche et Vieux Tilleul (14 km) C’est la grande boucle de Chailluz qui nous fait monter sur “la côte” pour passer de l’ancien Fort de Chailluz, au vieux tilleul en suivant la crête sur toute sa longueur. 
La Fontaine des Acacias (5,7 km) Parcours entre les parcelles de résineux. Découverte de la fontaine creusée à flanc de doline. 
La Dame Blanche (8,1 km) Une ascension de 270 m pour découvrir devant le fort un magnifique point de vue sur la vallée de l’Ognon. Retour par les Petites Baraques. 
Le Vieux Tilleul (12,3 km) Le sentier Saint-Nicolas  conduit aux “Fonds de Chailluz”. On  découvre le plus vieil arbre de la forêt, un tilleul quadricentenaire.   

### Sentiers VTT
Quatre circuits au départ des Grandes Baraques sont balisés (fin 2017) : 
- N°121, facile, 7,8 km avec 80 m de dénivelé positif.
- N°122, moyen, 14,8 km avec 320 m de dénivelé positif.
- N°123, moyen, 8,1 km avec 150 m de dénivelé positif.
- N°124, difficile, 23,4 km avec 650 m de dénivelé positif.

### Aménagements
Un parc animalier d'une vingtaine d'hectares, accueillant  des cerfs, daims et sangliers, a été créé au nord des Grandes baraques à la fin des années 1970 ; les chevreuils initialement présents ont été remis en liberté. Un sentier floristique a été aménagé au Creux-Vivier à l'est. 
Il existe des aires de pique-nique ; on peut s'adonner à la cueillette des champignons, et la chasse est possible dans le cadre d'une convention  entre la ville et l'Association communale de chasse agréée de Besançon. 
La forêt est aussi un espace privilégié pour les randonnées non motorisées et le jogging, et un parcours de santé a été aménagé au Cul des Prés près de Palente. 
Un centre d'accueil et éducation scolaire sur le thème de l'environnement « La petite école dans la forêt » fonctionne depuis la fin des années 1990 aux Grandes baraques.

## Mesures de protection
En limite de commune, une réserve biologique intégrale de 65 ha a été créée en mai 2014 sur la pente nord de la crête de la Dame blanche couverte notamment d'une érablière à scolopendres. 
Une ZNIEFF de deuxième génération de 3124 ha a été délimitée au sein du massif des avants-monts ; une partie de la forêt de Chailluz est intégrée à cette zone. naturelle. 

## Histoire
De petites fermes étaient implantées sur une quart  environ de la forêt  à l'époque gallo-romaine.
Des tombes des Ve et VIe siècles (occupation Burgonde) ont été mises au jour lors de l'aménagement du chemin stratégique du fort.
La propriété  de la forêt de Chailluz a été contesté jusqu'en 1721. Les premiers écrits officiels datant de 1442 font état  de litiges entre la ville impériale et le comte de Bourgogne Philippe V, litiges réglés par un arbitrage : Besançon détiendra la partie de forêt lui faisant face et le comte celle qui fait face à Châtillon-le-Duc. En 1701, après l'annexion, les commissaires remettent en cause les droits de la ville sur Chailluz, décision abrogée par la chambre des eaux et forêts du Parlement quatre ans plus tard. L'administration royale fait appel, et il faudra attendre 1721 pour que la propriété de Besançon sur sa forêt, telle qu'elle est quasiment délimitée aujourd'hui encore, lui soient reconnue.
Sur un plan de 1738, la forêt apparaît partagée en trente parcelles plus un-quart en réserve.
Des bornes royales marquées de trois fleurs de lys ont été implantées vers 1720 (règne de Louis XV) pour délimiter une parcelle forestière créée sur le versant nord et ouest de la colline bordant la forêt de Chailluz.  Afin de lever les incessants litiges avec les communes limitrophes, ces bornes étaient destinées à marquer la limite territoriale entre la forêt de Chailluz appartenant à la ville de Besançon et celles de Tallenay, Châtillon-le-Duc et Ecole-Valentin.
En 2014, des archéologues locaux et représentants de l'O.N.F. parcourent sur plus de 6 km l'ancienne limite et localisent vingt bornes situées dans des propriétés privées, mais il est constaté leur absence sur une section du bois de la Lave à hauteur de Tallenay. Renseignement pris, c'est le propriétaire du terrain qui les avait déposées en 1966. Neuf de ces bornes, pesant près de 300 kg, ont finalement été remises en place en septembre 2016 par l'association ARESAC avec l'aide financière du propriétaire du bois de la Lave. Un élément important du patrimoine paysager de la forêt de Chailluz est ainsi identifié et préservé.

## Mythe et légende
Le lieu-dit sur la crête sommitale est appelé localement "la Dame blanche" en relation avec des apparitions de ce spectre de femme vêtue d'un voile blanc signalé à des multiples endroits en occident depuis le XIVe siècle. Le fort mais également le belvédère et la falaise situés à cet endroit portent le qualificatif de Dame blanche.
Une légende de Franche-Comté situe en  forêt  de Chailluz une grotte ouverte dans une combe dans laquelle se serait retiré un ermite. On le supposait très riche de sorte qu'un certain Colbus, pactisant avec le diable, l'assassina pour lui dérober son trésor. L'ermite ne possédait rien et l'on retrouva plus tard Colbus recroquevillé près de la grotte brûlé par les flammes de l'enfer. Le lieu s'appelle depuis la combe de l'homme mort.

## Économie
- Chaufferie automatique au bois alimentant les locaux et habitations des Grandes baraques.
- Jadis, les carrières de la forêt ont fourni la pierre de Chailluz avec laquelle sont construits la majorité des édifices du centre ancien de Besançon.

## Personnalités liées au secteur
- Alphonse Bachetti, résistant.
- Julien Prétot, résistant.

### Galerie

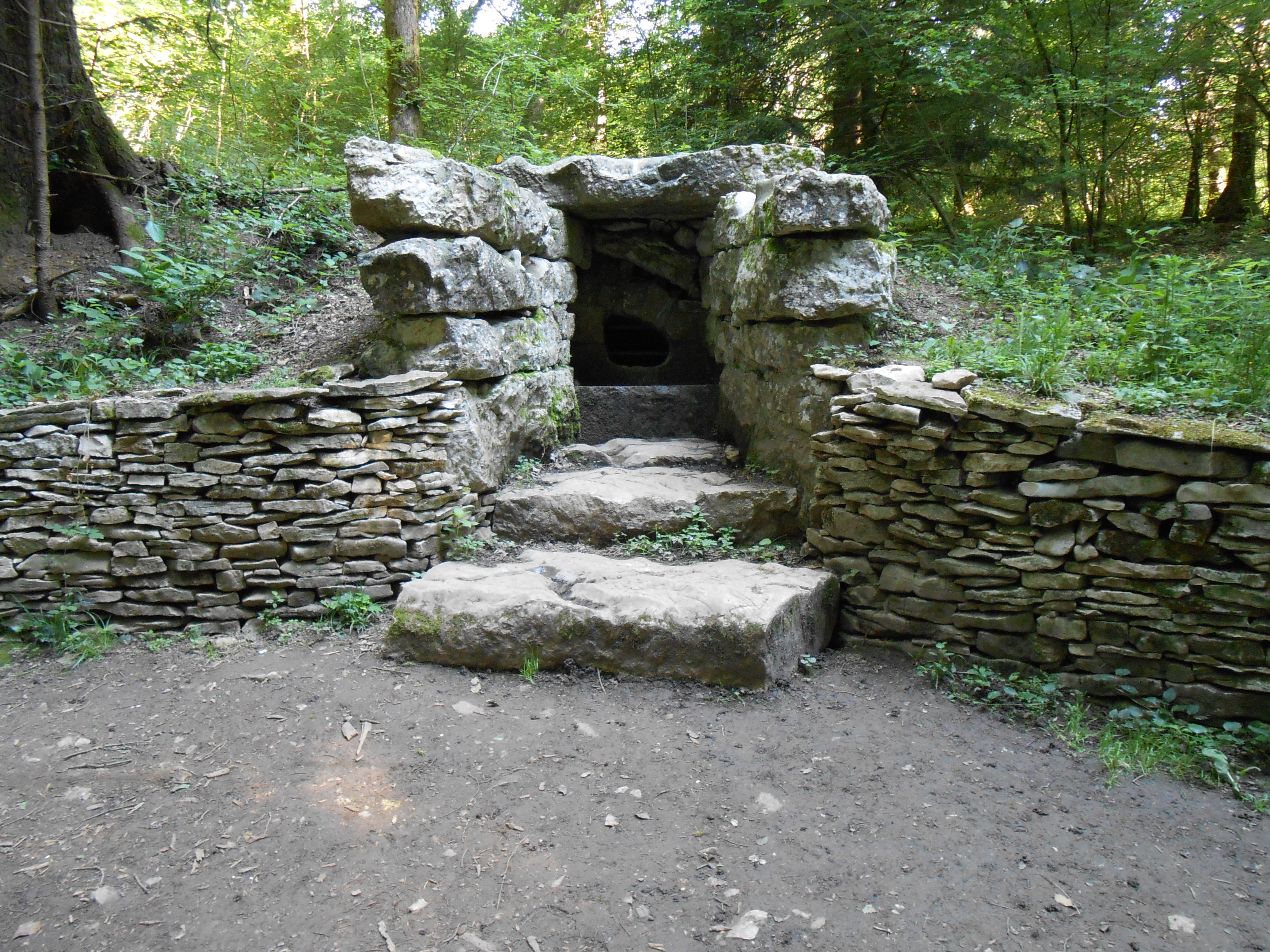
Fontaine Sainte Agathe

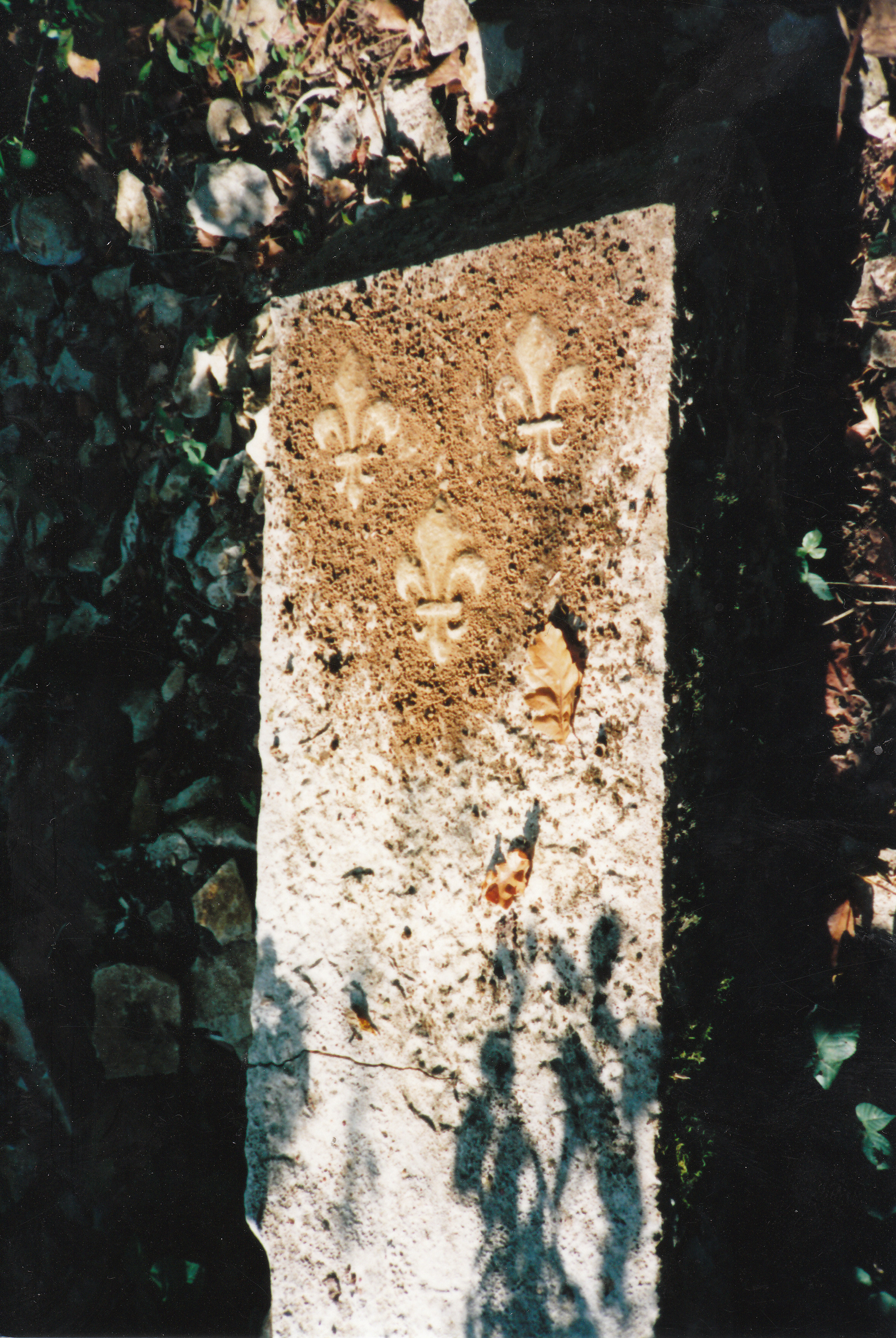
Borne royale de Chailluz, bois de la Lave
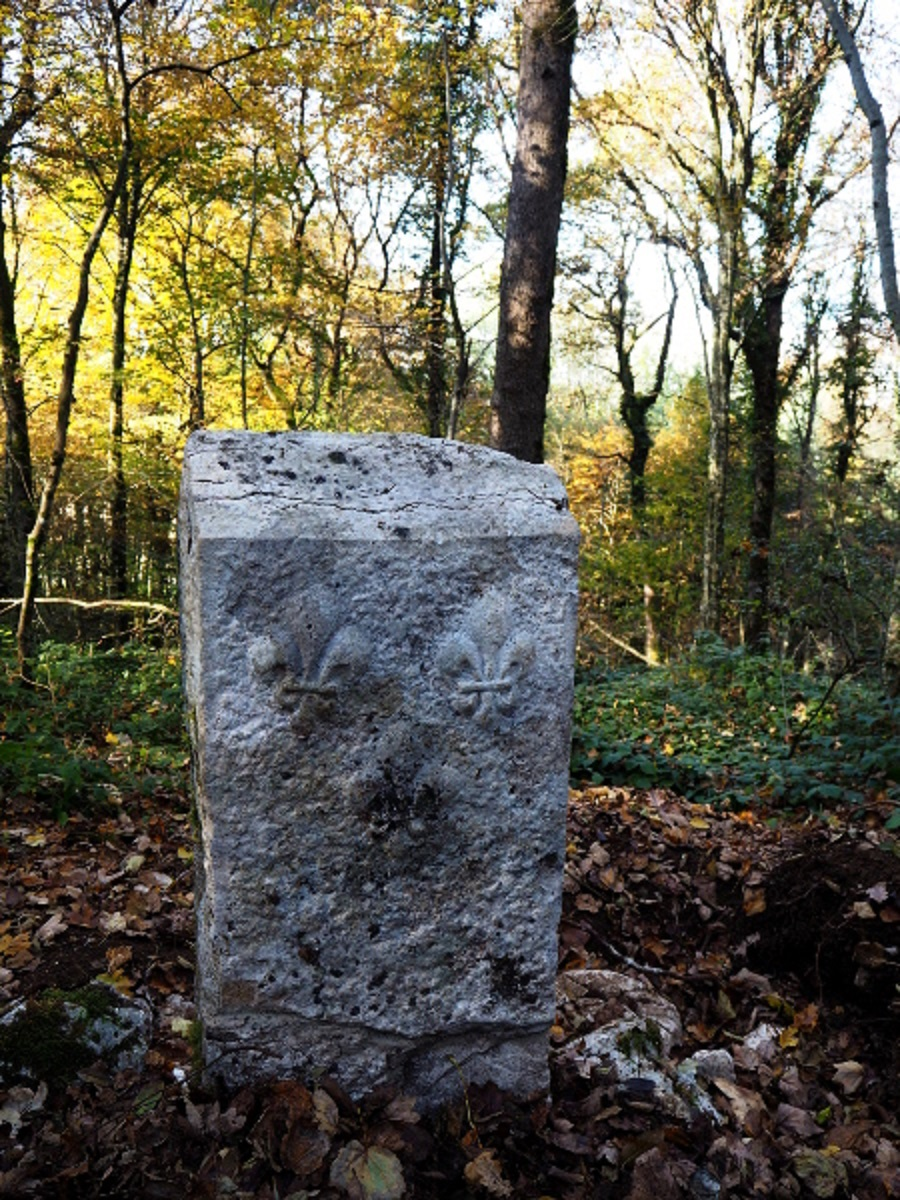
Borne royale de Chailluz
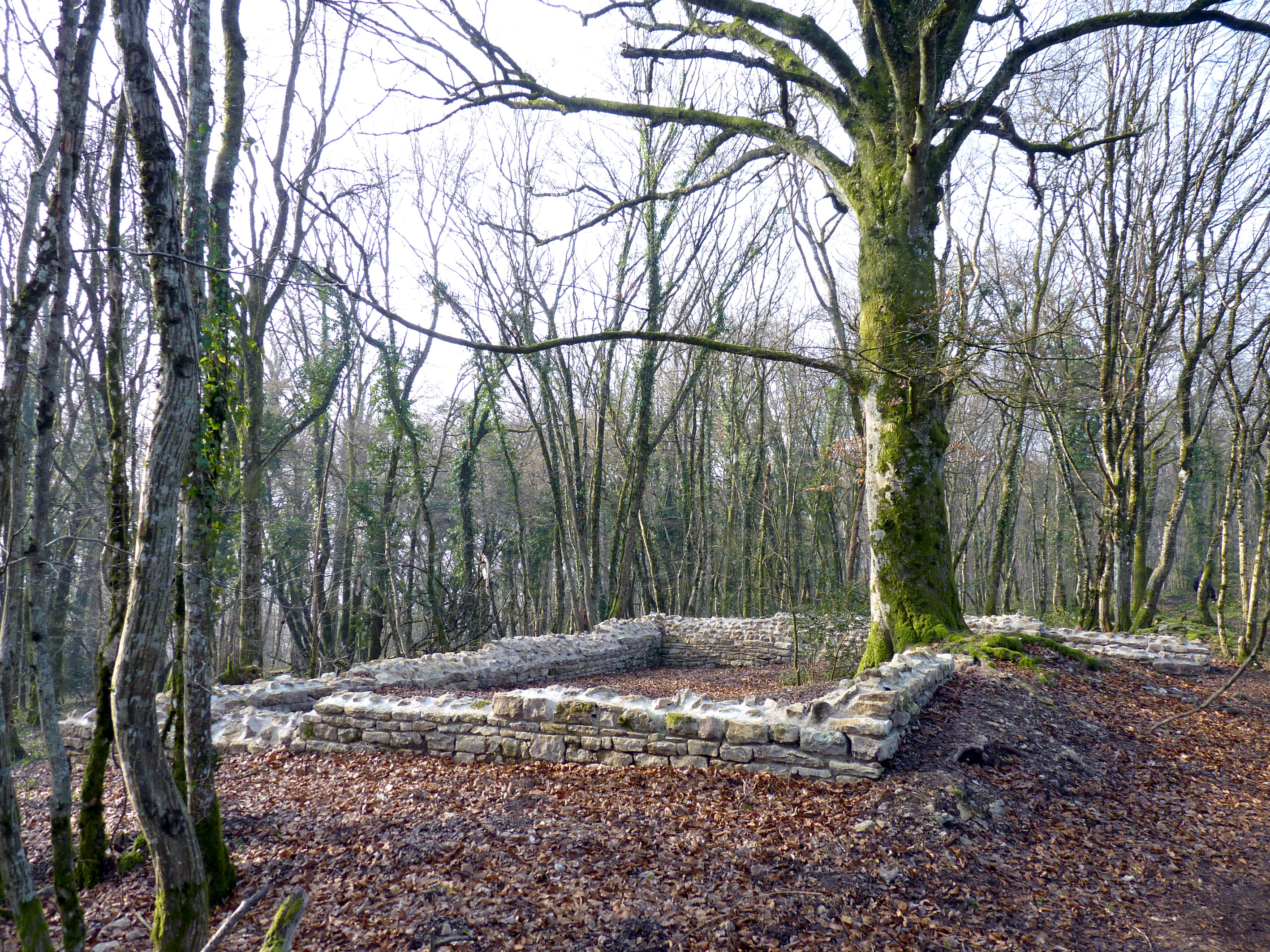
Chapelle Saint Gengoul
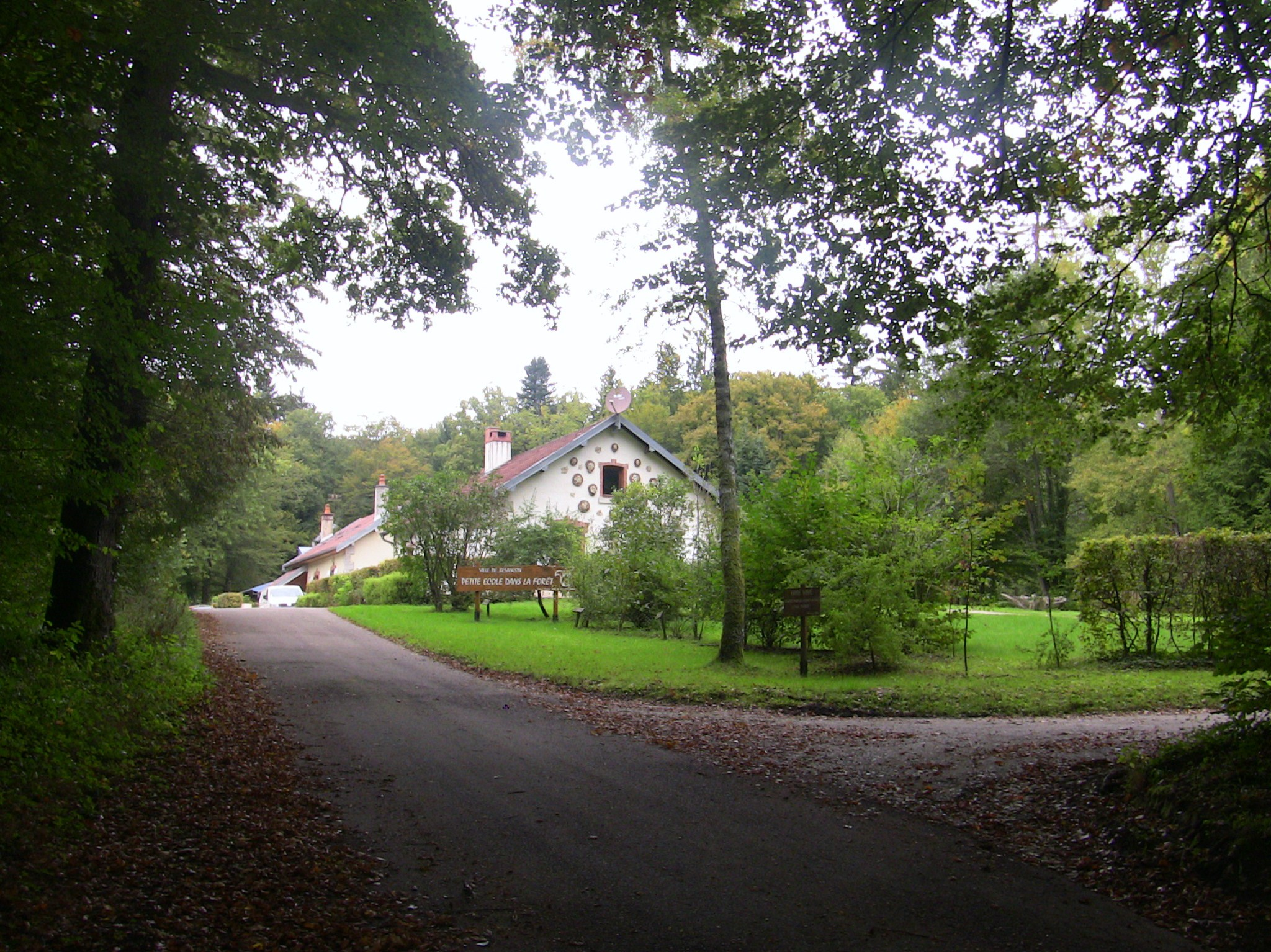
Grandes baraques
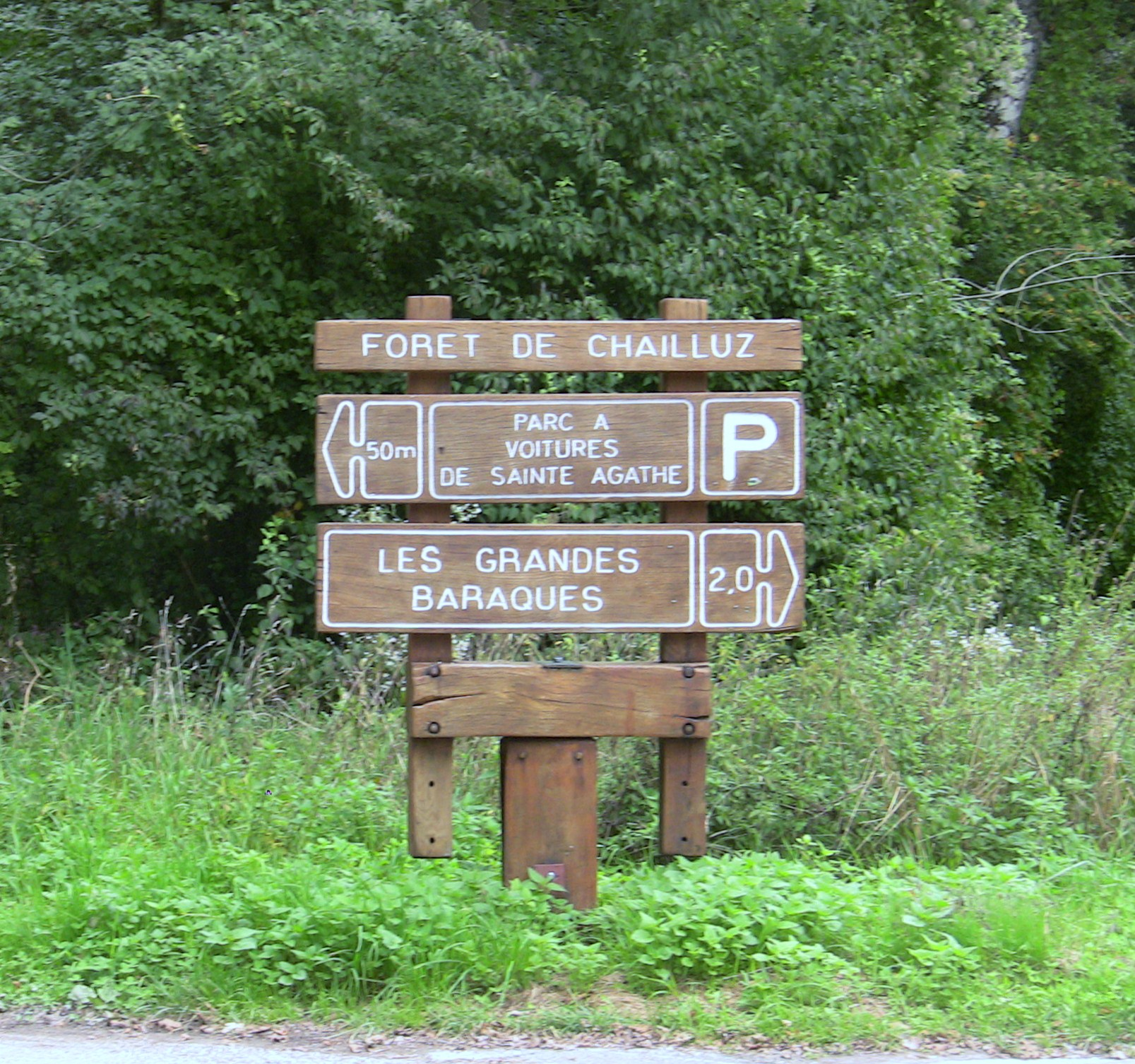
Panneau indicateur
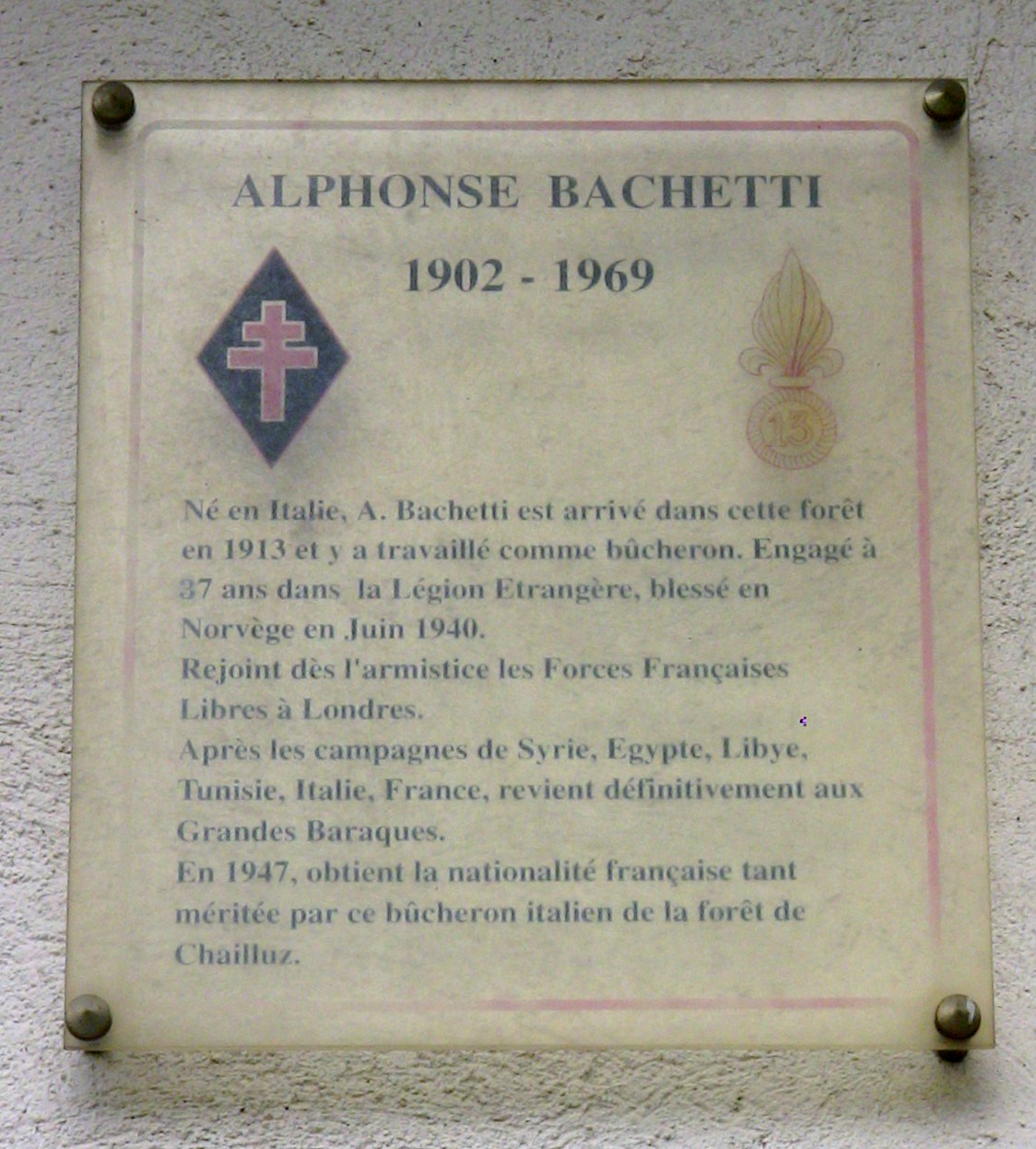
Plaque commémorative
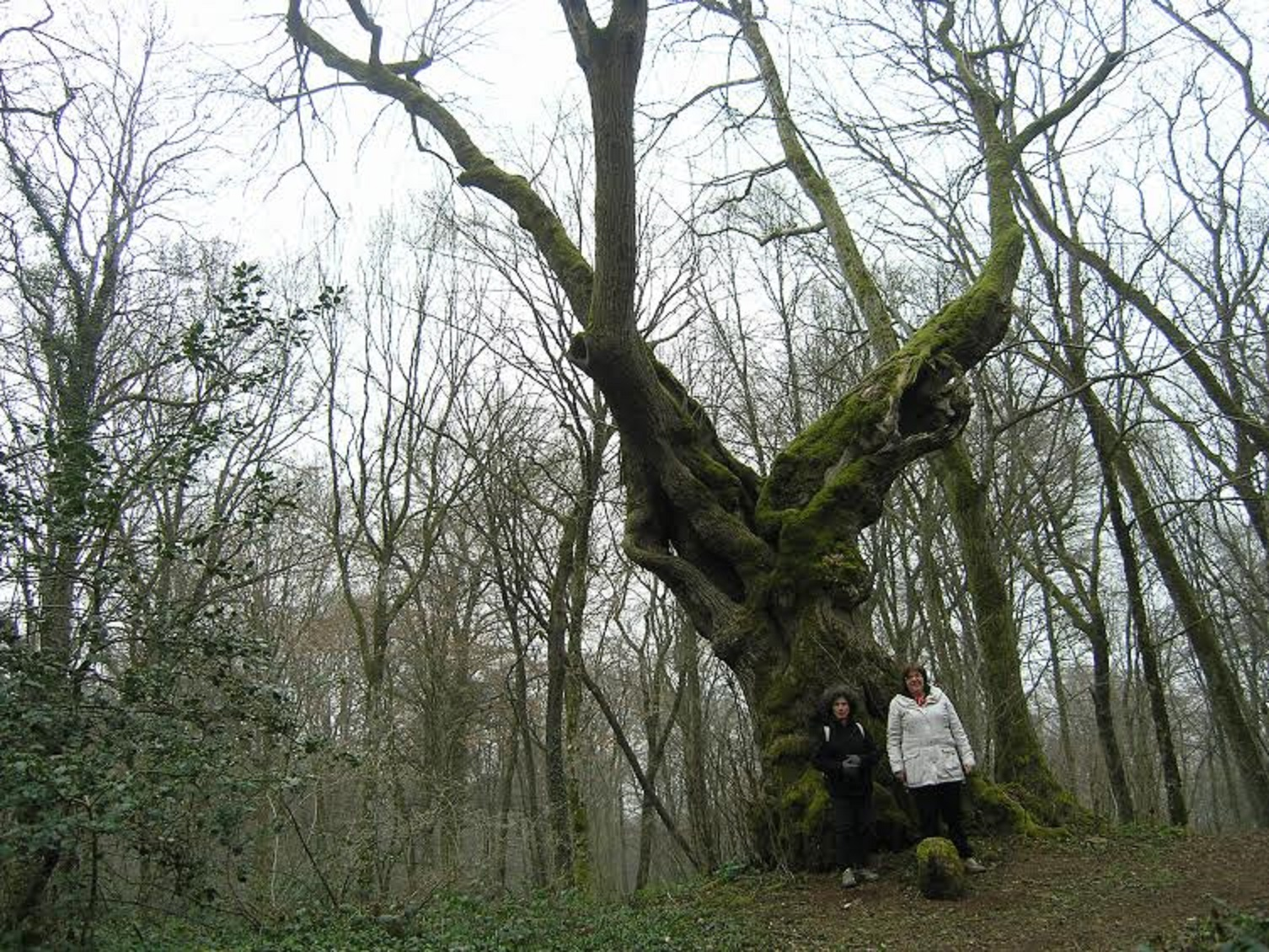
Tilleul quadricentenaire
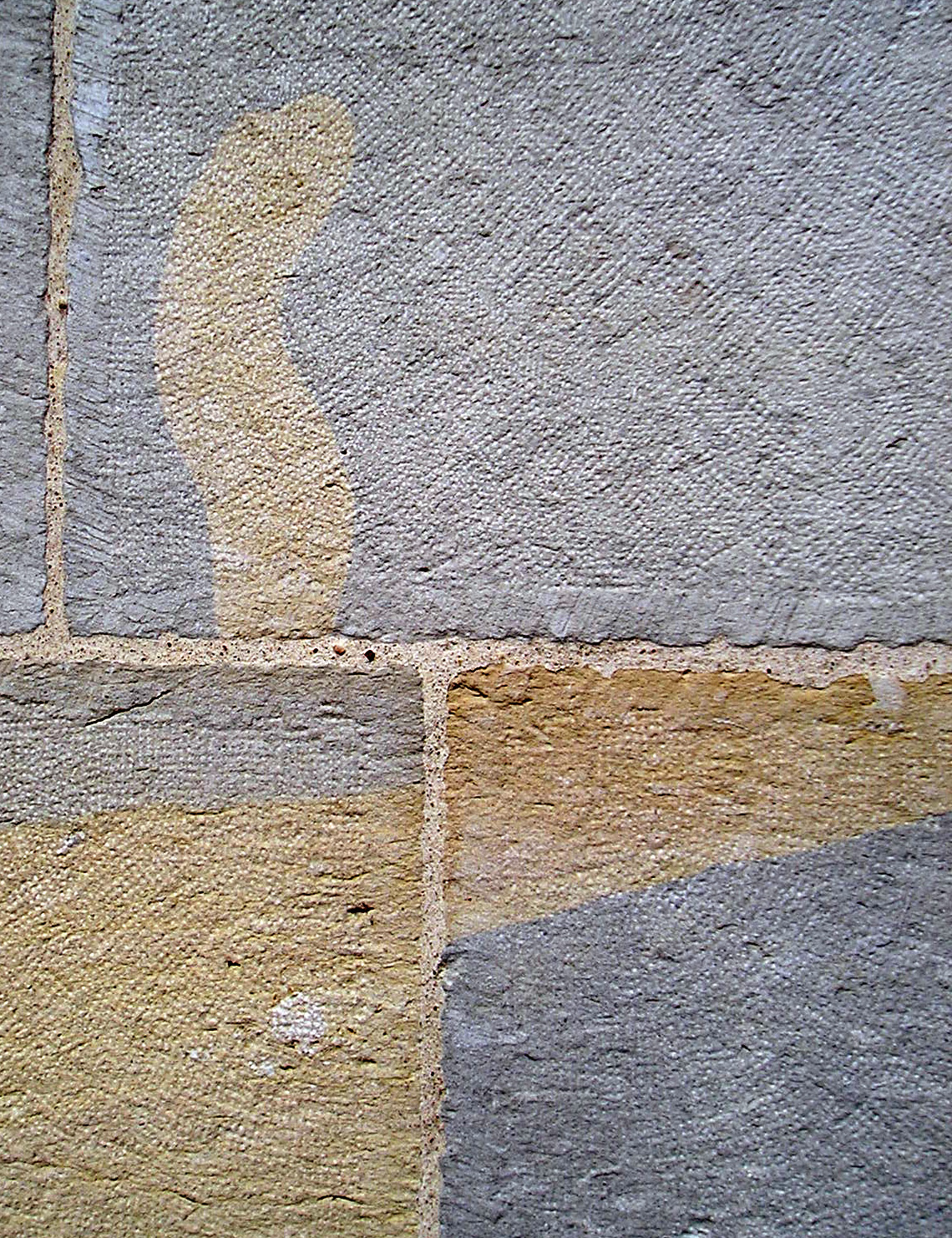
Pierre de Chailluz
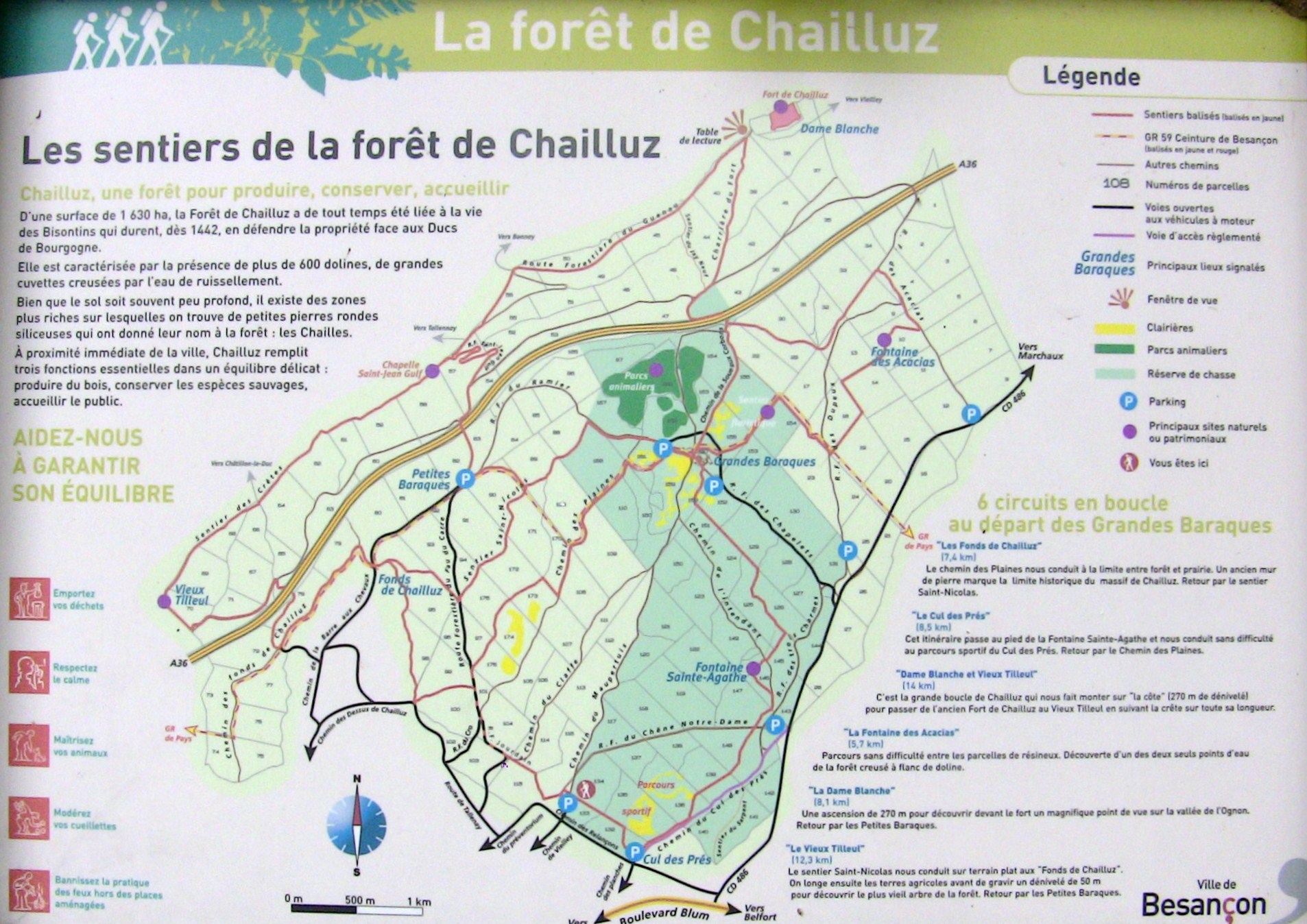
Plan de la forêt
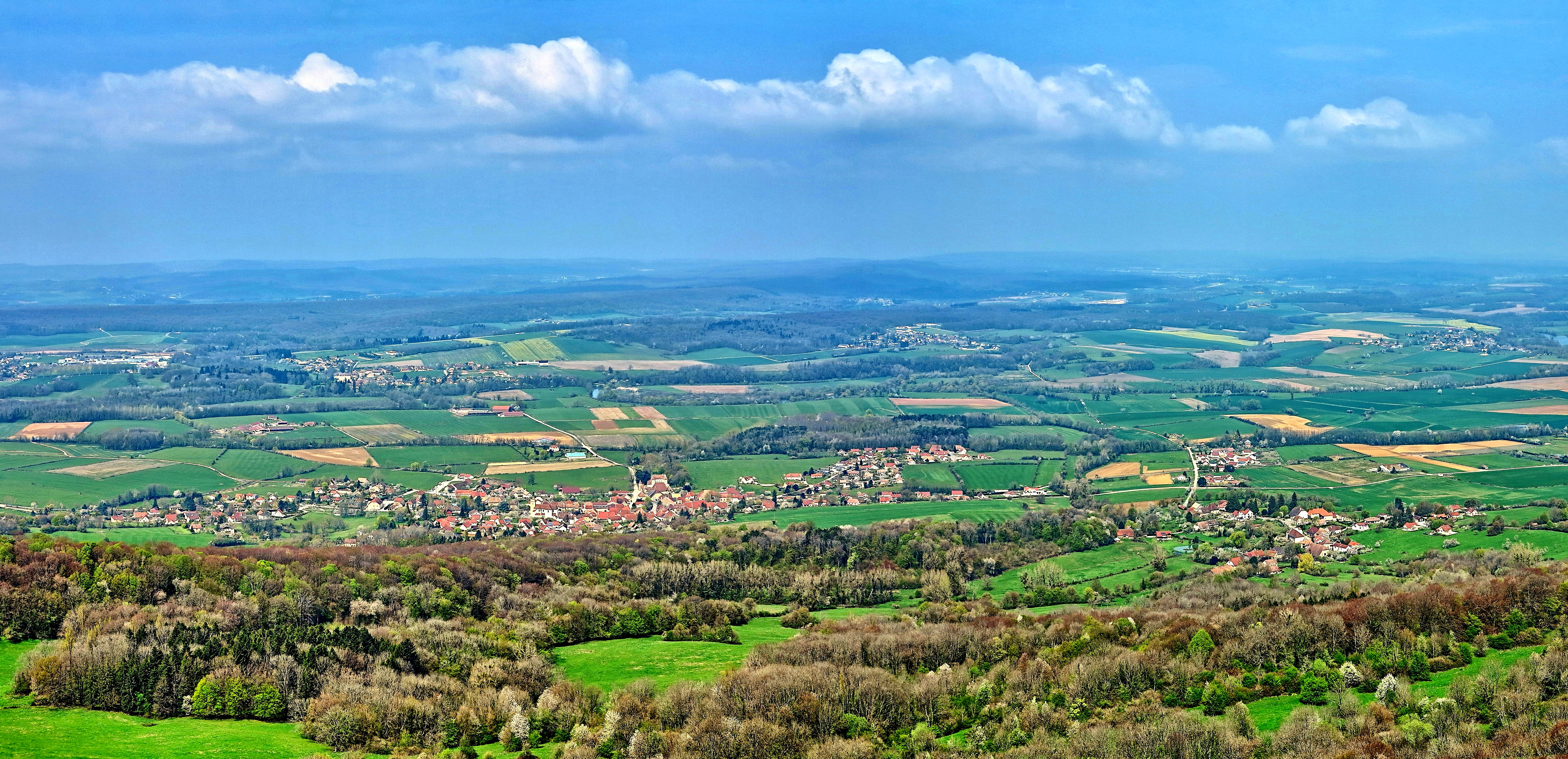
Panorama depuis le belvédère du Fort de la Dame Blanche.